# ایسائو ساساکی
ایسائو ساساکی (انگلیسی: Isao Sasaki; ۱۶ مهٔ ۱۹۴۲ – ) خواننده، آهنگساز، صداپیشگی در ژاپن، و بازیگر اهل ژاپن بود. وی از سال ۱۹۶۰ میلادی تاکنون مشغول فعالیت بوده‌است.